# 诺格拉德亚尔瓦拉辛
诺格拉德亚尔瓦拉辛，是西班牙阿拉贡自治区特鲁埃尔省的一个市镇。总面积48平方公里，总人口165人（2001年），人口密度3人/平方公里。